# Campeonato Acriano de Futebol de 2014
O Campeonato Acreano de Futebol de 2014, ou também Campeonato Acreano Chevrolet de 2014 por questões de patrocínio, foi a 87.ª edição da principal divisão do futebol acreano e a 69.ª organizada pela Federação de Futebol do Estado do Acre (FFAC). Teve o Rio Branco-AC como campeão e o Atlético Acreano como o vice-campeão. O Andirá foi rebaixado para a Segunda Divisão da temporada seguinte. 

## Equipes participantes
| Equipe            | Cidade            | Em 2013 | Estádio           | Capacidade | Títulos                                  | Participações |
| Alto Acre         | Epitaciolândia    | 6º      | Antônio Araújo    | 6 000      | 0 (não possui)                           | 5             |
| Andirá            | Rio Branco        | 7º      | Arena da Floresta | 20 000     | 0 (não possui)                           | 47            |
| Atlético          | Rio Branco        | 3º      | Arena da Floresta | 20 000     | 6 (1952, 1953, 1962-E, 1968, 1987, 1991) | 63            |
| Galvez            | Rio Branco        | 4°      | Florestão         | 10 000     | 0 (não possui)                           | 2             |
| Náuas             | Cruzeiro do Sul   | 8º      | Arena do Juruá    | 5 000      | 0 (não possui)                           | 7             |
| Plácido de Castro | Plácido de Castro | Campeão | Arena da Floresta | 20 000     | 1 (último em 2013)                       | 7             |
| Rio Branco        | Rio Branco        | 2°      | Arena da Floresta | 20 000     | 42 (último em 2012)                      | 69            |
| Vasco             | Rio Branco        | 1º (2ª) | Florestão         | 10 000     | 3 (1965, 1999, 2001)                     | 57            |

Nota: O Náuas entrou na vaga do Galvez, que desistiu por conta de problemas financeiros. Porém, com a desistência do Juventus, o Galvez foi novamente incluído na tabela.

## Regulamento
Na Primeira Fase, os oito clubes jogam entre si em turno e returno. Os quatro mais bem colocados se classificam para as semifinais.
Na semifinal, disputada em jogos de ida e volta, o 1º colocado na Primeira Fase enfrenta o 4º e o 2º enfrenta o 3º. Os vencedores vão à final, também disputada em ida e volta.
Na semifinal e na final, os clubes com melhor campanha na Primeira Fase jogam com vantagem de dois resultados iguais. O campeão e o vice disputarão a Copa do Brasil de 2015. O melhor classificado disputará a Série D de 2014, mas caso o Rio Branco-AC se consagre campeão a vaga da Série D ficará com o vice campeão.

## Primeira Fase

### Classificação
Atualizado em 30 de abril de 2014.
|  |    | Equipes           | PG | J  | V  | E | D  | GP | GC | SG  |
|  | -- | ----------------- | -- | -- | -- | - | -- | -- | -- | --- |
|  | 1. | Atlético-AC       | 36 | 14 | 11 | 3 | 0  | 29 | 9  | 20  |
|  | 2. | Rio Branco-AC     | 30 | 14 | 9  | 3 | 2  | 27 | 7  | 20  |
|  | 3. | Plácido de Castro | 25 | 14 | 8  | 1 | 5  | 28 | 13 | 15  |
|  | 4. | Galvez            | 19 | 14 | 5  | 4 | 5  | 26 | 23 | 3   |
|  | 5. | Vasco-AC          | 15 | 14 | 4  | 3 | 7  | 28 | 29 | -1  |
|  | 6. | Náuas             | 15 | 14 | 4  | 3 | 7  | 19 | 27 | -8  |
|  | 7. | Alto Acre         | 11 | 14 | 3  | 2 | 9  | 15 | 39 | -24 |
|  | 8. | Andirá            | 7  | 14 | 2  | 1 | 11 | 11 | 36 | -25 |

|  |                                   |
|  | Zona de classificação à Semifinal |
|  | Zona de rebaixamento              |

### Desempenho por rodada
Clubes que lideraram ao final de cada rodada:
| Rodadas | Rodadas | Rodadas | Rodadas | Rodadas | Rodadas | Rodadas | Rodadas | Rodadas | Rodadas | Rodadas | Rodadas | Rodadas | Rodadas | Rodadas | Rodadas | Rodadas | Rodadas | Rodadas | Rodadas | Rodadas |
| ------- | ------- | ------- | ------- | ------- | ------- | ------- | ------- | ------- | ------- | ------- | ------- | ------- | ------- | ------- | ------- | ------- | ------- | ------- | ------- | ------- |
| 1       | 2       | 3       | 4       | 5       | 6       | 7       | 8       | 9       | 10      | 11      | 12      | 13      | 14      | 15      | 16      | 17      | 18      | 19      | 20      | 21      |
| RBC     | AAC     | RBC     | RBC     | AAC     | AAC     | AAC     | AAC     | AAC     | AAC     | AAC     | AAC     | AAC     | AAC     | AAC     | AAC     | AAC     | AAC     | AAC     | AAC     | AAC     |

Clubes que ficaram na última posição ao final de cada rodada:
| Rodadas | Rodadas | Rodadas | Rodadas | Rodadas | Rodadas | Rodadas | Rodadas | Rodadas | Rodadas | Rodadas | Rodadas | Rodadas | Rodadas | Rodadas | Rodadas | Rodadas | Rodadas | Rodadas | Rodadas | Rodadas |
| ------- | ------- | ------- | ------- | ------- | ------- | ------- | ------- | ------- | ------- | ------- | ------- | ------- | ------- | ------- | ------- | ------- | ------- | ------- | ------- | ------- |
| 1       | 2       | 3       | 4       | 5       | 6       | 7       | 8       | 9       | 10      | 11      | 12      | 13      | 14      | 15      | 16      | 17      | 18      | 19      | 20      | 21      |
| AND     | ALT     | AND     | AND     | NAU     | AND     | ALT     | ALT     | ALT     | ALT     | ALT     | ALT     | ALT     | ALT     | ALT     | ALT     | ALT     | ALT     | AND     | AND     | AND     |

## Fase Final
|  | Semifinais        | Semifinais | Semifinais | Semifinais |       |             | Final | Final | Final | Final |
|  |                   |            |            |            |       |             |       |       |       |       |
|  | Galvez            | 0          | 1          | 1          |       |             |       |       |       |       |
|  | Atlético-AC       | 1          | 1          | 2          |       |             |       |       |       |       |
|  | Atlético-AC       | 1          | 1          | 2          |       | Atlético-AC | 1     | 2     | 3 (2) |       |
|  |                   |            |            |            |       | Atlético-AC | 1     | 2     | 3 (2) |       |
|  |                   | Rio Branco | 1          | 2          | 3 (3) |             |       |       |       |       |
|  | Plácido de Castro | Rio Branco | 1          | 2          | 3 (3) | 0           | 1     | 1     |       |       |
|  | Plácido de Castro |            |            |            |       | 0           | 1     | 1     |       |       |
|  | Rio Branco        | 1          | 1          | 2          |       |             |       |       |       |       |

## Premiação
| Campeonato Acreano de 2014                   |
| -------------------------------------------- |
| Rio Branco (Rio Branco) Campeão (43º título) |

## Classificação Final
|    | Equipes           | PG | J  | V  | E | D  | GP | GC | SG  | Classificação ou Rebaixamento         |
| -- | ----------------- | -- | -- | -- | - | -- | -- | -- | --- | ------------------------------------- |
| 1. | Rio Branco-AC     | 36 | 18 | 10 | 6 | 2  | 32 | 11 | 21  | Copa Verde 2015 e Copa do Brasil 2015 |
| 2. | Atlético-AC       | 42 | 18 | 12 | 6 | 0  | 34 | 13 | 21  | Série D 2014 e Copa do Brasil 2015    |
| 3. | Plácido de Castro | 26 | 16 | 8  | 2 | 6  | 29 | 15 | 14  |                                       |
| 4. | Galvez            | 20 | 16 | 5  | 5 | 6  | 27 | 25 | 2   |                                       |
| 5. | Vasco-AC          | 15 | 14 | 4  | 3 | 7  | 28 | 29 | -1  |                                       |
| 6. | Náuas             | 15 | 14 | 4  | 3 | 7  | 19 | 27 | -8  |                                       |
| 7. | Alto Acre         | 11 | 14 | 3  | 2 | 9  | 15 | 39 | -24 |                                       |
| 8. | Andirá            | 7  | 14 | 2  | 1 | 11 | 11 | 36 | -25 | Rebaixado para a Segunda Divisão 2015 |

|  |                                   |
|  | Zona de classificação à Semifinal |
|  | Zona de rebaixamento              |